# The Agitator (film 1912)
The Agitator è un cortometraggio muto del 1912 diretto da Allan Dwan; è conosciuto anche con il titolo The Cowboy Socialist. Il film segna il debutto sullo schermo di Mae Busch.

## Produzione
Il film fu prodotto dalla Flying A (American Film Manufacturing Company).

## Distribuzione
Distribuito dalla Motion Picture Distributors and Sales Company, il film - un cortometraggio in una bobina - uscì nelle sale cinematografiche USA il 4 aprile 1912.